# Církevní škola
Za církevní školy jsou považované ty školy a školská zařízení, která jsou zřizovaná církví. Podle zákona č. 3/2002 Sb., o svobodě náboženského vyznání, § 7 odst. 1 písm. d), se řídí právo zřizovat církevní školy podle zvláštního právního předpisu o předškolním, základním, středním, vyšším odborném a jiném vzdělávání (školský zákon), ve znění pozdějších předpisů. Církevní školy jsou proto na území České republiky považované za nestátní. Podle Průchy se církevní školy dělí na katolické, protestantské, židovské a jiné konfesní.

## Definice v současnosti
Církevní školy dnes řadíme do sítě škol alternativních. V České republice se naprostá většina církevních škol hlásí ke křesťanskému zaměření, křesťanské etice a kulturní tradici. Tyto školy tvoří zvláštní kategorii vedle škol veřejných zřizovatelů, tj. státu, krajů, obcí, svazků obcí a vedle soukromých škol. Školy náboženských společenství jsou zřizovány na všech stupních: od škol mateřských, přes střední školy, včetně gymnázií, konzervatoří a vyšších odborných škol. V současnosti působí v České republice 149 takových škol.

## Zřizování
Podle zákona o církvi může zřizovat školy pouze státem uznaná církev, a to její představitel k tomu zmocněný. K uznání nové církve státem je zapotřebí, aby počet jejich členů dosáhl počtu 10 000. Proto některá velmi dynamická křesťanská hnuti nemohou zřizovat ze zákona církevní školu.

### Seznam škol podle zřizovatele
Zde naleznete pouze stručný přehled vybraných církevních škol. Aktualizovaný katalog církevních škol podle zřizovatele naleznete na těchto webových stánkách
- Apoštolská církev – VOŠ misijní a teologická v Kolíně
- Arcibiskupství – Cyrilometodějské gymnázium, základní škola a mateřská škola v Prostějově
- Biskupství brněnské – Biskupské gymnázium Brno a mateřská škola
- Biskupství českobudějovické – Biskupské gymnázium J. N. Neumanna a Církevní základní škola
- Česká provincie Kongregace sester svatých Cyrila a Metoděje – Cyrilometodějské gymnázium a SOŠ pedagogická v Brně
- Českobratrská církev evangelická – Střední odborná škola sociální a zdravotnická v Náchodě
- Církev Československá husitská – Církevní husitská ZUŠ HARMONIE v Praze
- Jednota Bratrská – Střední škola pedagogická a sociálně právní a střední zdravotnická škola Jana Blahoslava v Hejnicích
- Sbor církve bratrské – NOE – Křesťanská základní škola a mateřská škola v Pardubicích
- Židovská obec – LAUDEROVA MŠ, ZŠ a gymnázium při Židovské obci v Praze

Zprávy České školní inspekce si cení zejména toho, že zřizovatelé církevních škol podporují rovný přístup ke vzdělávání všech žáků a vytvářejí bezpečné klima v rámci školního prostředí. Církevní školy jsou alternativou většinového systému, která není určena pouze pro věřící studenty, ale otevírá dveře i mladým lidem bez vyznání.